# Orašje
Orašje ist eine Stadt und Zentrum der gleichnamigen Gemeinde im Norden von Bosnien und Herzegowina. Sie liegt in der Föderation Bosnien und Herzegowina und ist der Verwaltungssitz des Kantons Posavina.
Während des Bosnienkrieges wurde die Stadt stark zerstört.

## Geographie
Orašje liegt an der Save und an der Grenze zu Kroatien.
Ortschaften der Gemeinde:
- Bok
- Bukova Greda
- Čović Polje *
- Donja Mahala
- Donji Žabar *
- Jenjić *
- Kopanice
- Kostrč
- Lepnica *
- Lončari *
- Matići
- Orašje
- Oštra Luka *
- Tolisa
- Ugljara
- Vidovice

## Geschichte
Reiseberichte über die Siedlungen in der heutigen Gemeinde Orašje reichen bis in das 13. Jahrhundert zurück. Das Dorf Tolisa ist hier zu erwähnen. Die Kirche von Tolisa ist heute die größte katholische Kirche in Bosnien-Herzegowina.
Der Ort Orašje entstand im 19. Jahrhundert, als das Osmanische Reich auf dem Balkan allmählich an Boden verlor. Die Muslime, die zuvor in Serbien siedelten, wurden von dort vertrieben. Einige kamen in die Posavina, wo sie ihre Siedlungen errichten durften. So entstanden Gornja Azizija und Donja Azizija (die heutigen Städte Šamac und Orašje).
Auch Orašje und die umliegenden Dörfer blieben vom Bosnienkrieg nicht verschont. Als die Posavina fiel, war Orašje die einzige Stadt, die sich halten konnte. Von Juli 1992 bis zum Ende des Krieges lag die Gemeinde Orašje zusammen mit den Orten Domaljevac, Grebnice und Bazik (heute Gemeinde Domaljevac-Šamac) an einem langen Frontstreifen. Besonders der Osten der Gemeinde wurde schwer getroffen. Auch heute noch kann man die Überbleibsel des Krieges sehen.
Im Mai 2014 war die Gemeinde, wie weite Teile Bosniens, vom Hochwasser betroffen. Am schlimmsten traf es den Osten der Gemeinde. Die Save schwoll auf ein Rekordhoch an. Im Dorf Kopanice gab das in den 1960er Jahren aufgeschüttete Wehr nach und wurde von den Wassermassen zerstört, die sich nun in den flachen Landstreifen ergossen. Kopanice, Vidovice, Jenjić und Lepnica standen dadurch fast drei Wochen lang unter Wasser.

## Bevölkerung
In der Volkszählung 2013 hatte die Gemeinde Orašje 19.861 Einwohner, davon bezeichneten sich als:
- Kroaten 17.345 (87,3 %)
- Bosniaken 2.015 (10,1 %)
- Serben 157 (0,8 %)
- Andere 344 (1,7 %)

In der eigentlichen Stadt Orašje verteilten sich nach der Volkszählung 2013 die Einwohner wie folgt:
- Kroaten 1.350 (37,4 %)
- Bosniaken 1.974 (54,6 %)
- Serben 42 (1,2 %)
- Andere 248 (6,9 %)

Im Jahr 1991 hatte die Gemeinde (općina) Orašje 28.211 Einwohner. Davon bezeichneten sich 75,27 % als Kroaten, 14,96 % als Serben, 6,77 % als Bosniaken und 2,15 % als Jugoslawen. Die Stadt Orašje an sich hatte 3.901 Einwohner. Davon waren 47 % Bosniaken, 23 % Serben, 15 % Kroaten und 12 % Jugoslawen.

## Sport
Der lokale Fußballklub heißt HNK Orašje (Hrvatski Nogometni klub Orašje) und war 1998 Meister der kroatischen Liga in Bosnien und Herzegowina. In der Saison 2005/06 wurde HNK Orašje bosnischer Pokalsieger und spielte somit im UEFA Cup.